# Lotus (musikalbum av Christina Aguilera)
Lotus är det sjunde studioalbumet av den amerikanska sångerskan Christina Aguilera, utgivet den 14 oktober 2012. Den första singeln från albumet är Your Body, utgiven 17 september 2012.

## Låtlista
| Nr           | Titel                                  | Producent(er)                 | Längd |
| ------------ | -------------------------------------- | ----------------------------- | ----- |
| 1.           | Lotus Intro                            | Alex da Kid, Dem Jointz       | 3:18  |
| 2.           | Army of Me                             | Tracklacers, Hartman[A]       | 3:27  |
| 3.           | Red Hot Kinda Love                     | Secon                         | 3:06  |
| 4.           | Make the World Move (med Cee Lo Green) | Alex da Kid, Del Rio, DeZuzio | 3:00  |
| 5.           | Your Body                              | Martin, Shellback             | 4:00  |
| 6.           | Let There Be Love                      | Martin, Shellback             | 3:22  |
| 7.           | Sing for Me                            | Manahan                       | 4:01  |
| 8.           | Blank Page                             | Braide                        | 4:05  |
| 9.           | Cease Fire                             | Alex da Kid                   | 4:08  |
| 10.          | Around the World                       | Supa Dups, Gilbert[A]         | 3:25  |
| 11.          | Circles                                | Alex da Kid                   | 3:26  |
| 12.          | Best of Me                             | Alex da Kid, DeZuzio          | 4:08  |
| 13.          | Just a Fool (med Blake Shelton)        | Robson                        | 4:14  |
| Total längd: | Total längd:                           | Total längd:                  | 47:30 |

| 14.          | Light Up the Sky                | Aguilera, Grant, Pillay                                   | Alex da Kid                  | 3:31  |
| 15.          | Empty Words                     | Aguilera, Busbee, Nikki Flores, Tamposi                   | Busbee                       | 3:47  |
| 16.          | Shut Up                         | Aguilera, Grant, Pillay, Del Rio, Abernathy, Nate Campany | Alex da Kid                  | 2:53  |
| 17.          | Your Body (Martin Garrix Remix) | Martin, Shellback, Kotecha, Amber                         | Martin, Shellback, Garrix[B] | 5:12  |
| Total längd: | Total längd:                    | Total längd:                                              | Total längd:                 | 62:51 |

### Fotnoter
1. 1 2  Hampp, Andrew (21 september 2012). ”Christina Aguilera: Billboard Cover Story”. Billboard. http://www.billboard.com/news#/features/christina-aguilera-billboard-cover-story-1007955332.story. Läst 23 september 2012.